# Jala Kendua
Jala Kendua is een census town in het district Haora van de Indiase staat West-Bengalen.

## Demografie
Volgens de Indiase volkstelling van 2001 wonen er 5.783 mensen in Jala Kendua, waarvan 49% mannelijk en 51% vrouwelijk is. De plaats heeft een alfabetiseringsgraad van 50%.